# La Création a pris huit jours
La Création a pris huit jours (titre original : Goldfish Bowl) est une nouvelle de Robert A. Heinlein, parue pour la première fois en 1942 dans Astounding Science Fiction. 

## Résumé
Deux piliers d'eau géants sont apparus dans l'océan Pacifique. Deux scientifiques s'y laissent entraîner pour tenter d'en percer le mystère.

## Édition en français
- in recueil Jackpots, éd. ActuSF, 2011, traduction d'Aurélie Villers.